# Winter World University Games 2023/Shorttrack
Bei den Winter World University Games 2023 wurden neun Wettkämpfe im Shorttrack ausgetragen.

## Bilanz

### Medaillenspiegel
| Platz  | Land               | 00 | 00 | 00 | Gesamt |
| ------ | ------------------ | -- | -- | -- | ------ |
| 1      | Südkorea           | 7  | 4  | 5  | 16     |
| 2      | Japan              | 1  | –  | 1  | 2      |
| 3      | Frankreich         | 1  | –  | –  | 1      |
| 4      | China              | –  | 2  | 1  | 3      |
| 5      | Kasachstan         | –  | 2  | –  | 2      |
| 6      | Deutschland        | –  | 1  | –  | 1      |
| 7      | Niederlande        | –  | –  | 1  | 1      |
| 7      | Vereinigte Staaten | –  | –  | 1  | 1      |
| Gesamt | Gesamt             | 13 | 13 | 13 | 39     |

### Medaillengewinner

#### Männer
| Disziplin      | Gold                                                                        | Silber                                                                                  | Bronze                                                       |
| -------------- | --------------------------------------------------------------------------- | --------------------------------------------------------------------------------------- | ------------------------------------------------------------ |
| 500 m          | Shōgo Miyata                                                                | Kim Tae-sung                                                                            | Li Kongchao                                                  |
| 1000 m         | Jang Sung-woo                                                               | Lee Jeong-min                                                                           | Kim Tae-sung                                                 |
| 1500 m         | Kim Tae-sung                                                                | Lee Jeong-min                                                                           | Jang Sung-woo                                                |
| 3000 m Staffel | SüdkoreaJang Sung-woo Jeong Won-sik Kim Tae-sung Lee June-seo Lee Jeong-min | KasachstanÄdil Ghaliachmetow Walerij Klimenko Jerkebulan Schamuchanow Sanjar Schanissow | NiederlandeZeno de Boer Niels Kingma Daan Kos Bram Steenaart |

#### Frauen
| Disziplin      | Gold                                                                     | Silber                                                        | Bronze                                                                     |
| -------------- | ------------------------------------------------------------------------ | ------------------------------------------------------------- | -------------------------------------------------------------------------- |
| 500 m          | Choi Min-jeong                                                           | Wang Yichao                                                   | Park Ji-yun                                                                |
| 1000 m         | Choi Min-jeong                                                           | Anna Seidel                                                   | Seo Whi-min                                                                |
| 1500 m         | Choi Min-jeong                                                           | Kim Geon-hee                                                  | Seo Whi-min                                                                |
| 3000 m Staffel | SüdkoreaChoi Min-jeong Kim Geon-hee Park Ji-yun Seo Whi-min Kim Chan-seo | ChinaCai Shenyi Hao Weiying Jia Huiling Wang Yichao Zhang Yan | Vereinigte StaatenJulie Letai Isabella Main Corinne Stoddard Una Willhoite |

#### Mixed
| Disziplin      | Gold                                                                    | Silber                                                                                          | Bronze                                                                                     |
| -------------- | ----------------------------------------------------------------------- | ----------------------------------------------------------------------------------------------- | ------------------------------------------------------------------------------------------ |
| 2000 m Staffel | FrankreichGwendoline Daudet Quentin Fercoq Mathéo Grall Aurélie Lévêque | KasachstanAlina Aschgalijewa Ädil Ghaliachmetow Jerkebulan Schamuchanow Malika Jermek Jana Chan | JapanShuta Matsuzu Mirei Nakashima Hana Takahashi Takumi Wada Shōgo Miyata Haruna Nagamori |